# Wstrzykowa analiza przepływowa
Wstrzykowa analiza przepływowa (ang. flow injection analysis, FIA) – jest techniką zautomatyzowanej analizy nielimitowanej liczby próbek.

## Historia
Wstrzykowe analizy przepływowe osiągnęły bardzo dużą popularność. Chronione są wieloma patentami, a urządzenia pomiarowe wytwarzane są przez wielu producentów. Niesie to za sobą konflikty o autorstwo tej koncepcji pomiaru. W połowie lat 70. niemal równocześnie z pierwszymi pracami Ružički i Hansena (Dania), Stewart ze swoim zespołem badawczym (USA) opisali bardzo podobny układ pomiarowy.
Ze względu na możliwość przetwarzania przepływowego próbki przed etapem detekcji, wstrzykowe pomiary przepływowe zostały uznaną techniką prowadzenia pomiaru analitycznego już na początku lat 90.

## Podstawy teoretyczne wstrzykowej analizy przepływowej[6]
Najprostszy zestaw instrumentalny przeznaczony do prowadzenia przepływowych pomiarów wstrzykowych składa się z pompy perystaltycznej, zaworu wstrzykowego, przewodu transportującego, detektora oraz urządzenia do rejestracji zmian sygnału analitycznego. Próbka wstrzykiwana jest do strumienia nośnego roztworu z użyciem zaworu wstrzykowego umieszczonego między pompą a detektorem. Objętość próbki wstrzykiwanej mieści się w granicy od 20 do 500 μl, a długość segmentu wprowadzanej próbki wynosi od kilku do kilkudziesięciu centymetrów.
Gdy droga od zaworu do detektora jest odpowiednio krótka oraz objętość wstrzykiwanej próbki odpowiednio duża, nie występuje pełne wymieszanie próbki z roztworem nośnym, a tym samym dyspersja próbki jest bardzo mała. W tym przypadku układ wstrzykowy pełni rolę urządzenia do odtwarzalnego odmierzania cieczy przeniesienia do detektora i odtwarzalnego dokonania pomiaru w ściśle określonym czasie.
Znacznie częściej występuje sytuacja, gdy oznaczany składnik w dodawanej próbce musi przereagować z odczynnikiem lub gdy należy wymienić środowisko na odpowiednie do danej reakcji. W najprostszym przypadku próbka wstrzykiwana jest do roztworu nośnego, który połączony jest z zaworem wstrzykowym ze strumieniem roztworu odczynnika. Stopień wymieszania roztworów kontrolowany jest przez zmianę długości przewodów między punktem zmieszania obu strumieni a detektorem.
W przypadku potrzeby bardzo dużego rozcieńczenia próbki, w układzie przepływowym stosuje się miniaturowy mieszalnik wyposażony w mieszadło magnetyczne albo kilkucentymetrowy odcinek przewodu o średnicy większej niż pozostałe przewody transportujące układu. Następuje zwykle ponaddziesięciokrotne rozcieńczenie wstrzykiwanej próbki, zanim dotrze do detektora.
Podstawowymi zasadami funkcjonowania przepływowego układu wstrzykowego są:
- kontrolowana dyspersja strefy próbki,
- wstrzykiwanie próbki do ciągłego, nie segmentowanego powietrzem strumienia roztworu nośnego za urządzeniem wymuszającym przepływ (zwykle pompa perystaltyczna), aby uniknąć zniekształceń sygnału,
- zachowanie stałego czasu przebywania próbki w układzie.

## Zalety wstrzykowej analizy przepływowej[7]
- prosta budowa układu,
- utrzymane stałe warunki pomiarowe,
- zmniejszenie zużycia próbek i reagentów,
- możliwość połączenia układu z innym instrumentem pomiarowym,
- skomputeryzowanie układu,
- wysoka powtarzalność zarejestrowanych sygnałów,
- otrzymanie wielu sygnałów podczas jednej analizy.

## Współczynnik dyspersji
Wykorzystywana jest zależność wysokości otrzymanego piku jako sygnału detektora w wyniku przejścia segmentu próbki od stężenia składnika oznaczanego w dodawanej próbce. Wysokość otrzymanego piku odpowiada maksymalnemu stężeniu składnika oznaczanego w rozproszonym segmencie próbki docierającym do detektora. W praktycznej optymalizacji pomiarowych układów przepływowych stosowany jest parametr opisany przez Ružičkę i Hansena, określany jako współczynnik dyspersji {\displaystyle D}. Jeśli próbka wstrzykiwana o początkowym stężeniu {\displaystyle C_{0}} oznaczanego składnika ulegnie w układzie takiej dyspersji, gdzie najwyższym stężeniem w segmencie docierającym do detektora będzie {\displaystyle C_{max},} to następuje zależność:
{\displaystyle D={\frac {C_{0}}{C_{max}}},}
gdzie:
{\displaystyle D} – współczynnik dyspersji,
{\displaystyle C_{0}} – stężenie składnika oznaczanego w próbce wstrzykiwanej,
{\displaystyle C_{max}} – najwyższe stężenie składnika oznaczanego w segmencie docierającym do detektora.

## Detekcja
Zaletą wstrzykowej analizy przepływowej jest fakt, że możliwe jest wykorzystanie wielu różnych detektorów, w zależności od prowadzonych badań. Wyróżnia się m.in. detekcję:
- spektrofotometryczną w zakresie widzialnym[9],
- spektrofotometryczną w zakresie nadfioletu i podczerwieni[10],
- fluorymetryczną[11],
- potencjometryczną[12],
- polarograficzną[13] i woltamperometryczną[14],
- metodami spektroskopii atomowej[15].